# William S. Greene

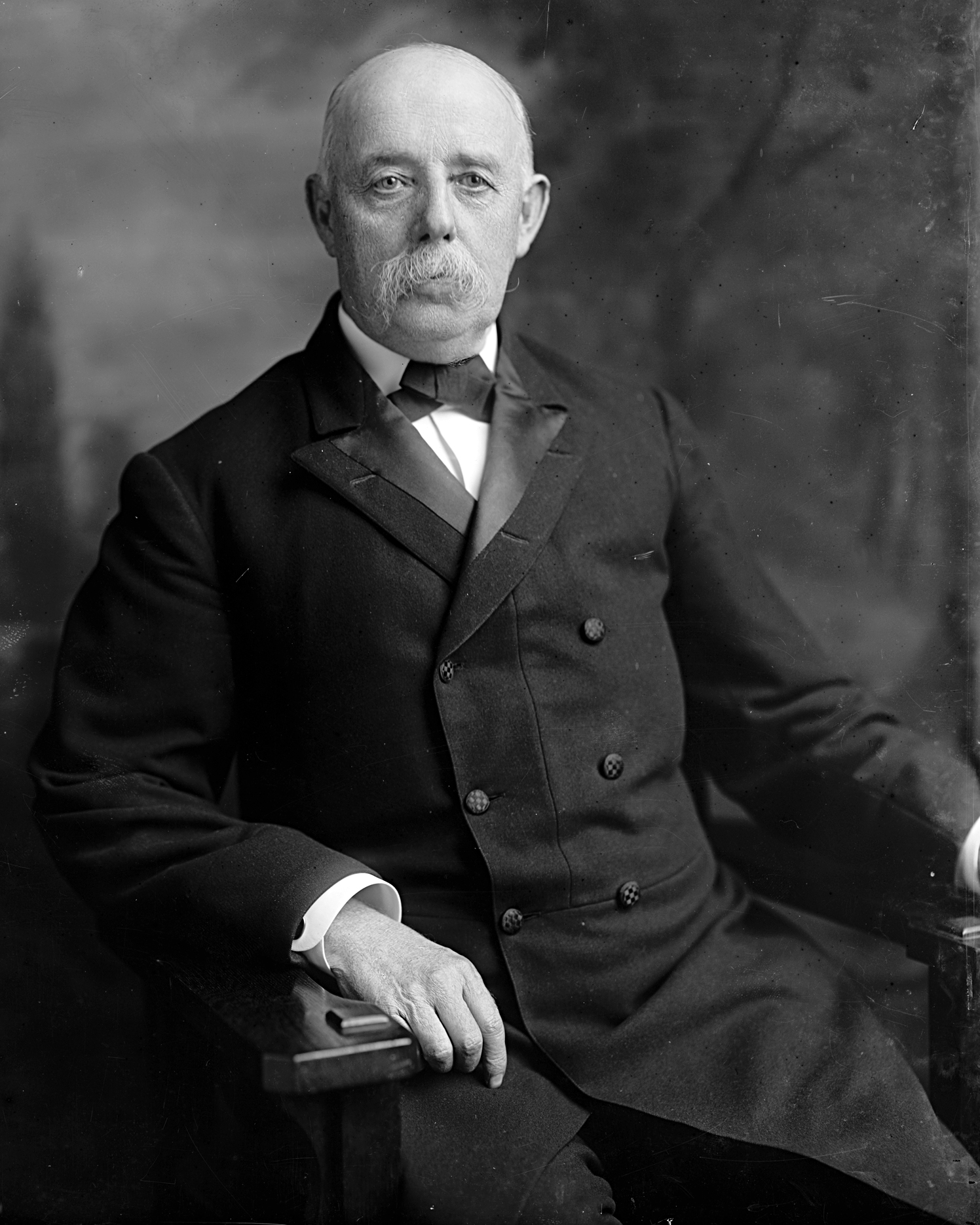
William S. Greene

William Stedman Greene (* 28. April 1841 in Tremont, Tazewell County, Illinois; † 22. September 1924 in Fall River, Massachusetts) war ein US-amerikanischer Politiker. Zwischen 1898 und 1924 vertrat er den Bundesstaat Massachusetts im US-Repräsentantenhaus.

## Werdegang
Bereits 1844 kam William Greene mit seinen Eltern nach Fall River, wo er später die öffentlichen Schulen besuchte. In den folgenden Jahren arbeitete er in der Immobilienbranche und im Versicherungsgeschäft. Gleichzeitig schlug er als Mitglied der Republikanischen Partei eine politische Laufbahn ein. Zwischen 1876 und 1879 war er Mitglied und seit 1877 Präsident des Gemeinderats von Fall River. In den Jahren 1880 und 1881 fungierte er als Bürgermeister und von 1881 bis 1885 als Posthalter dieses Ortes. Danach war er im Jahr 1886 sowie zwischen 1895 und 1897 nochmals dort Bürgermeister. Zwischen 1888 und 1893 amtierte Greene als Staatsbeauftragter für das Gefängniswesen in Massachusetts. Im Jahr 1898 war er für wenige Monate nochmals Posthalter in Fall River.
Nach dem Tod des Abgeordneten John Simpkins wurde Greene bei der fälligen Nachwahl für den 13. Sitz von Massachusetts als dessen Nachfolger in das US-Repräsentantenhaus in Washington, D.C. gewählt, wo er am 31. Mai 1898 sein neues Mandat antrat. Nach 13 Wiederwahlen konnte er bis zu seinem Tod am 22. September 1924 im Kongress verbleiben. In diese Zeit fielen der Spanisch-Amerikanische Krieg von 1898 und der Erste Weltkrieg. 1913 wurden der 16. und der 17. Verfassungszusatz ratifiziert; in den Jahren 1919 und 1920 folgten der 18. und der 19. Zusatzartikel. Seit 1913 vertrat William Greene als Nachfolger von Ezekiel Whitman den 15. Wahlbezirk seines Staates. Von 1903 bis 1905 war er Vorsitzender des Ausschusses zur Kontrolle der Ausgaben des Marineministeriums. Außerdem leitete er mehrfach den Ausschuss für die Handelsmarine und die Fischerei.